# Maddie Wilson
Maddie Wilson (* 5. April 2002) ist eine neuseeländische Leichtathletin, die im Siebenkampf sowie im Hürdenlauf an den Start geht.

## Sportliche Laufbahn
Erste internationale Erfahrungen sammelte Maddie Wilson im Jahr 2019, als sie bei den U18-Ozeanienmeisterschaften in Townsville mit 5170 Punkten die Goldmedaille gewann. 2022 belegte sie bei den Ozeanienmeisterschaften in Mackay nach zwei Disziplinen mit Null Punkten mit 2679 Punkten den vierten Platz und 2024 gelangte sie bei den Ozeanienmeisterschaften in Suva mit 5499 Punkten ebenfalls auf Rang vier. Im Jahr darauf wurde sie beim Hypomeeting in Götzis mit 5873 Punkten 20., ehe sie bei den World University Games in Bochum mit 5893 Punkten den siebten Platz belegte.
2024 wurde Wilson neuseeländische Meisterin im Siebenkampf sowie 2025 in Weitsprung.

## Persönliche Bestleistungen
- Hochsprung: 1,87 m, 22. März 2025 in Auckland
- Weitsprung: 6,17 m (+1,5 m/s), 7. März 2025 in Dunedin
- Siebenkampf: 5990 Punkte, 18. Februar 2024 in Dunedin